# Palaemonellione cebuensis
Palaemonellione cebuensis är en kräftdjursart som beskrevs av Clements Robert Markham 1989. Palaemonellione cebuensis ingår i släktet Palaemonellione och familjen Bopyridae. Inga underarter finns listade i Catalogue of Life.